# Hebron
Hebron o Ebron (AFI: [ˈɛːbron]; in arabo الخليل‎?, ; in ebraico חֶבְרוֹן‎?, pronuncia moderna , pronuncia tiberiense Ḥeḇrôn; entrambi i toponimi significano "[l']Amico", in riferimento al patriarca Abramo) è una città della Palestina di circa 215 000 abitanti oltre a 700 ebrei che vivono nell'antico quartiere della città, a cui si devono aggiungere i circa 7 000 ebrei della contigua colonia israeliana di Kiryat Arba.
La città si trova circa 30 km a sud di Gerusalemme, lungo la dorsale dei monti della Giudea, ed è famosa per le sue uve e per le fabbriche di ceramiche e vetri. La città vecchia è caratterizzata dalle strette e tortuose strade, dalle case di pietra con i tetti piani e dai vecchi mercati. È sede universitaria.
Nel 2017 la città vecchia di Hebron/al-Khalīl è stata inserita nella lista dei patrimoni dell'umanità dall'UNESCO.

## Storia

### Età antica
I riscontri archeologici pongono la data di fondazione dell'insediamento alla metà del IV millennio a.C. Hebron è più volte menzionata nel Pentateuco, la prima parte dell'Antico Testamento. Secondo quanto dice il Pentateuco, dopo l'insediamento degli ebrei in quell'area con il patriarca Abramo, la città divenne il principale centro della Tribù di Giuda; lo stesso Davide venne incoronato re di Giuda ad Hebron, che fu la sua prima capitale. Solo dopo la conquista di Gerusalemme lasciò Hebron e si trasferì nella nuova capitale del Regno di Giuda e Israele.
Una grotta situata nella parte bassa di Hebron (nella Genesi chiamata "Querce di Mamre"), è detta «Tomba dei Patriarchi» (in ebraico  מערת המכפלה‎?, Me'arat ha-Machpela; in arabo المسجد الإبراهيمي‎?, al-Masjid al-Ibrāhīmī, "Moschea di Abramo"). È il luogo in cui secondo la Bibbia sono sepolti Abramo, Sara, Isacco, Rebecca e Lia.
Nel I secolo a.C. Erode il Grande fece edificare sopra la Grotta una gigantesca costruzione, che è l'edificio ebraico più antico ancora conservato nella sua interezza. Nel VI secolo l'imperatore bizantino Giustiniano I la trasformò in una chiesa che venne, in seguito, distrutta dai Sasanidi.

### La conquista araba e l'occupazione turca
Nel 638 Hebron venne conquistata dagli Arabi; nel 1099 passò sotto il controllo dei crociati, che la ribattezzarono Città di Abramo. Il nome venne riportato all'origine dopo la sconfitta dei crociati da parte del Saladino nel 1187.
In seguito, Ayyubidi e Mamelucchi conservarono il controllo della città fino al 1516 quando questa passò nelle mani dell'Impero ottomano. Tra il 1831 e il 1840 la città fu brevemente sotto il controllo di Ibrāhīm Pascià d'Egitto per tornare quindi sotto quello dei turchi.

### L'occupazione britannica e i moti in Palestina
Nel dicembre 1917, nel corso della prima guerra mondiale, Hebron fu tolta ai turchi e occupata dalle truppe britanniche. Al termine del conflitto entrò a far parte del Mandato britannico della Palestina.
Nell'agosto del 1929, durante una serie di moti in Palestina contro gli ebrei, l'Haganah offrì la propria protezione alla comunità ebraica di Hebron (circa 600 persone su un totale di 17 000 abitanti), che la rifiutò contando sui buoni rapporti che si erano instaurati da tempo con la popolazione araba e i suoi rappresentanti.
Il 24 agosto tuttavia furono uccisi 67 ebrei (la metà del totale dei caduti ebraici durante la rivolta), alcuni dopo violenze carnali e torture, e 135 furono feriti (episodio passato alla storia come il massacro di Hebron). La restante popolazione ebraica che rimase in città riuscì a trovare rifugio presso un commissariato della polizia britannica alla periferia della città e presso alcuni vicini arabi. Durante gli scontri fu razziato il mercato cittadino, sia la parte araba che quella ebraica, e distrutto quasi totalmente il pluricentenario quartiere ebraico.
Al termine degli scontri la popolazione ebraica fu spostata a Gerusalemme; alcune famiglie torneranno ad Hebron due anni dopo, lasciandola definitivamente nel 1936, evacuate dalle forze britanniche. La città rimase parte del mandato britannico fino al 1948. 
Nel 1949, a seguito della guerra arabo-israeliana del 1948, la Legione araba dell'emiro hascemita di Transgiordania occupò Hebron e il resto della Cisgiordania ottenendone il controllo, non riconosciuto però dall'ONU ma solo da Regno Unito e Pakistan.

### La guerra dei sei giorni
Dopo la guerra dei sei giorni del 1967, in cui Israele occupò la Cisgiordania, un gruppo di ebrei che si fingevano turisti, guidati dal rabbino Moshe Levinger, occupò il principale hotel di Hebron rifiutando di lasciarlo. In seguito occuparono una base militare abbandonata fondando l'insediamento di Kiryat Arba. 
Al termine della guerra dei sei giorni tra Israele e alcuni paesi arabi, gli ebrei poterono tornare a Hebron, così come in tutta la regione ad ovest del Giordano, zone in cui l'ingresso agli ebrei era stato proibito per 19 anni sin dal 1948, in base agli accordi raggiunti con l'Armistizio di Rodi.
Nel 1979 la moglie di Levinger guidò un gruppo di trenta donne ad occupare l'edificio abbandonato che, fino al pogrom del 1929, aveva contenuto l'ospedale Beit Hadassah nel pieno centro di Hebron. In seguito l'azione ottenne l'approvazione del governo israeliano e successivamente l'enclave ebraica nella città ricevette appoggio da parte dell'esercito.
Il processo di espansione della colonizzazione ebraica ad Hebron è proseguito negli anni e nel 2005 si contano più di 20 insediamenti in città e nei dintorni. I coloni israeliani che vivono in queste aree, e coloro che li appoggiano, sostengono di essersi reinsediati in terre e in edifici appartenute in passato alla comunità ebraica. La loro presenza è duramente condannata dai palestinesi, dalla comunità internazionale e dalle Nazioni Unite in quanto gli Insediamenti israeliani in Cisgiordania costituiscono una violazione del diritto internazionale.
A ciò si aggiunga che la comunità di coloni israeliani presenti ad Hebron è composta in gran parte da nazionalisti religiosi e costituisce una delle comunità più aggressive nei confronti della locale popolazione palestinese. Sopra i vicoli del suq arabo sono presenti reti sospese per evitare che i rifiuti e gli oggetti abitualmente gettati dai coloni cadano nel mercato o feriscano i passanti palestinesi.

### Il massacro del 1994 e la divisione della città

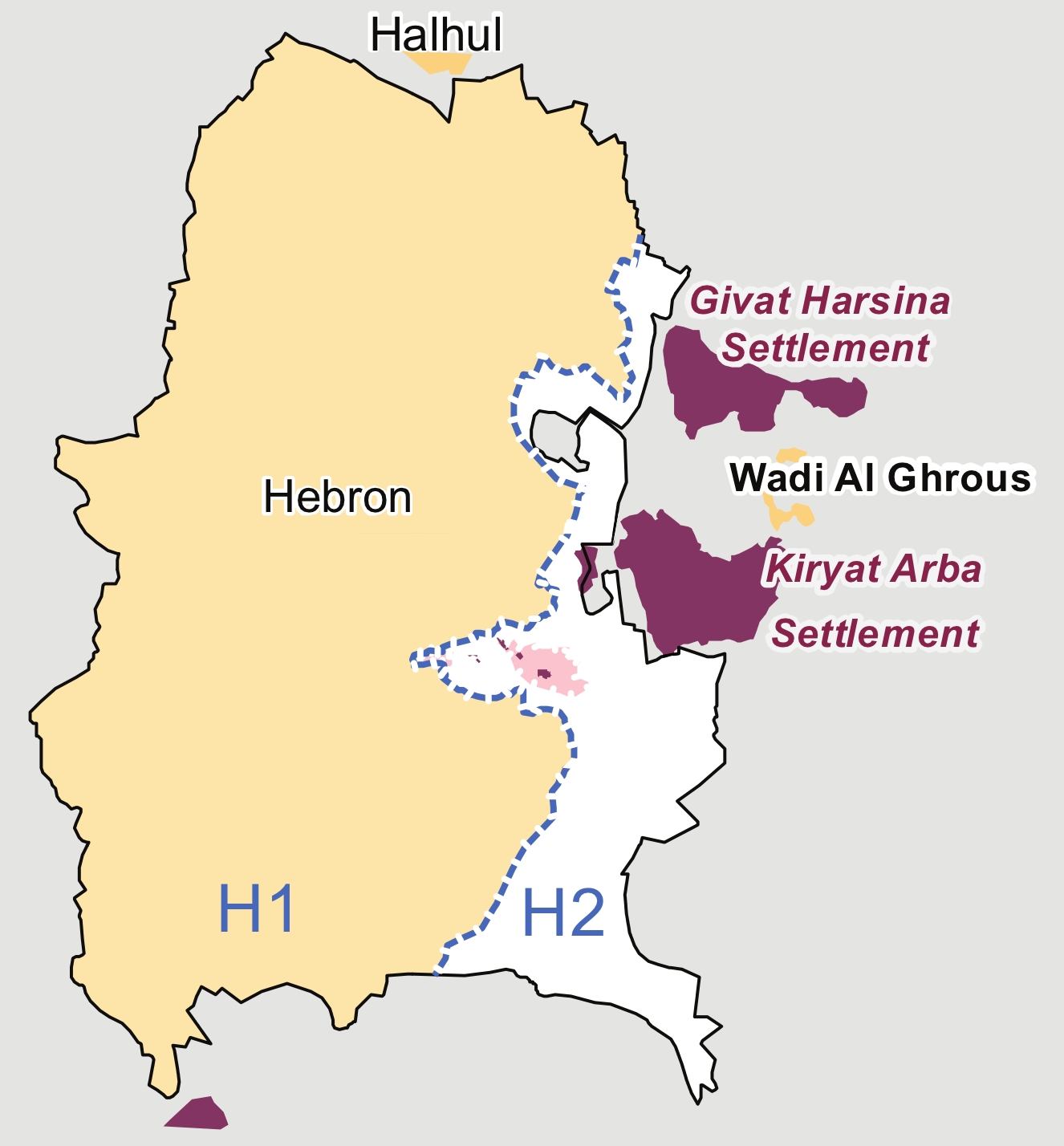
Gli insediamenti israeliani ad Hebron.

Con gli accordi di Oslo la Cisgiordania passò sotto il controllo amministrativo dell'Autorità Nazionale Palestinese.
Dopo il massacro di Hebron del 1994, la città nel 1997 venne divisa in due settori: Hebron 2 (circa il 20% della città), sotto controllo dell'esercito israeliano, e Hebron 1, affidata al controllo dell'Autorità Palestinese, in accordo con il cosiddetto Protocollo di Hebron. In base a questo protocollo sia i Palestinesi sia gli Israeliani hanno accettato una presenza internazionale, denominata T.I.P.H. (Temporary International Presence in Hebron), con compiti di osservazione, al fine di migliorare la situazione nella città.  Alla formazione della TIPH concorrono gli stati della Norvegia, Italia, Danimarca, Svezia, Turchia e Svizzera.
Ad oggi, per i civili israeliani è legale accedere al 4% del territorio della città di Hebron, mentre i palestinesi sono sottoposti ad uno stretto regime di permessi e controlli per accedere a servizi e abitazioni rimaste nella zona sotto controllo israeliano. Nelle colline a sud della città (indicate dalla stampa internazionale come South Hebron Hills) è molto forte il conflitto e il disagio delle popolazioni arabe, che vedono la presenza ebraica come un'occupazione di terre inizialmente destinate al futuro stato di Palestina, dovuto principalmente all'espandersi degli insediamenti israeliani e alla difficile convivenza religiosa fra gli abitanti di questi e la popolazione araba circostante.

## Variazioni nella popolazione
| Anno  | Musulmani | Cristiani | Ebrei | Totale  | Fonte                 |
| 1538* | 749       | 7         | 20    | 776     | Cohen & Lewis         |
| 1837  |           |           |       | 434     | Censimento Montefiore |
| 1866  |           |           |       | 497     | Censimento Montefiore |
| 1922  | 16 074    | 73        | 430   | 16 577  | Censimento            |
| 1931  | 17 275    | 112       | 135   | 17 522  | Censimento            |
| 1944  | 24 400    | 150       | 0     | 24 550  | Stimato               |
| 1967  | 38 203    | 106       | 0     | 38 309  | Censimento            |
| 1997  | 130 000   | 3         | 530   | 130 533 | Censimento            |

(*1538 valori stimati)

## Luoghi d'interesse culturale, storico e sportivo

### La città vecchia
La città vecchia, costruita durante il periodo dei Mamelucchi dal XIII al XVII secolo, con il masjid al-Ibrāhīmī e la Tomba dei Patriarchi, nel 2017 è divenuta patrimonio dell'umanità UNESCO.
La quercia di Abramo, detta anche quercia di Mamre, è un antico albero che segna il luogo ove la tradizione vuole che il patriarca Abramo piantasse la sua tenda (Gen 18,1; 23,19). Si stima che la quercia abbia circa 5 000 anni. In città è anche presente una chiesa con annesso monastero dipendente dalla Chiesa ortodossa russa.
La Tomba dei Patriarchi, detta grotta di Macpela, è famosa in tutto il Medio Oriente.
Si tratta di una serie di grotte sotterranee situate nel complesso chiamato dai musulmani "la moschea di Abramo" o "santuario di Abramo".
La struttura è considerata il secondo luogo sacro dagli ebrei ma è venerata anche da cristiani e musulmani in quanto è considerata il sepolcro di Abramo, Isacco e Giacobbe (profeti per entrambe le religioni), e per questo viene chiamata anche "Tomba dei Patriarchi".
Situato a fianco del municipio il Museo storico di Hebron presenta una collezione di manufatti del periodo canaaneo e islamico.